# Irén Gulácsy
Irén Gulácsy (9 de setembre de 1894, Lázárföld, (Szeged) – 2 de gener de 1945, Budapest). Als setze anys es va casar amb un enginyer que li va permetre veure la vida dura dels camperols i és un dels temes que va plasmar en algunes de les seves obres. A principis de la Primera Guerra Mundial el seu marit cau malalt i Irén es veu amb la necessitat de buscar un recurs econòmic per superar aquesta situació precària treballant com a periodista. Durant un llarg temps la seva vida va estar plena de sacrificis, però el seu caràcter fort i decidit fa possible compaginar-ho amb l'escriptura. Tot aquest esforç es veurà recompensat amb el reconeixement de dues obres com Fekete völegények (Nuvis negres) de l'any 1927 i Pax vobis de l'any 1930, dues novel·les històriques realistes amb personatges simbólics elevats a heroics sobrehumans. Nuvis negre ens descriu els quaranta anys més durs de la història d'Hongria en el segle xvi a on les guerres i, concretament, per la derrota a Mohács, fan que la nació caigui en la ruïna durant dos segles perden la independència. La trama es desenvolupa amb complexitat on dos personatges que formen part de les batalles i Szapolyai, el rei del cantó turc, entren en les conspiracions per arribar al poder. Cada cop les seves obres es va allunyant del realisme psicològic i entra en un món diferent. Les obres com El capità de Kálló, El Rei Lluís, el Gran i Jezabel formarien part d'aquest altre enfocament de la realitat.